# Данильченко Галина Вікторівна
Гали́на Ві́кторівна Дани́льченко (нар. 5 липня 1964, село Орлово, УРСР, Запорізька область, СРСР) ― українська проросійська політична діячка, колаборантка, яку російські війська під час вторгнення до України 2022 року призначили керувати окупаційною адміністрацією Мелітополя. Член партії «Опозиційний блок». Також Данильченко відома як директорка ТОВ «Мелітопольський завод підшипників ковзання».

## Життєпис

### Ранні роки та кар'єра
Народилася 5 липня 1964 року у селі Орлово, поблизу Мелітополя. Здобувала освіту в Мелітопольському інституті механізації сільського господарства та в Московській сільськогосподарській академії. Кілька тижнів працювала в дитячому садочку, пізніше ― у лабораторії на заводі тракторних гідроагрегатів. Потім працювала бухгалтеркою на моторному заводі, а 2000 року перейшла на «Завод підшипників ковзання», який в остаточному підсумку очолила та пропрацювала на ньому до 2015 року.
За часів VIII скликання Верховної Ради Данильченко працювала помічницею проросійського нардепа Євгена Балицького, колишнього члена «Партії регіонів». Саме Балицький запропонував їй піти в політику. 2015 і 2020 року успішно обиралася до Мелітопольської міської ради. Під час свого першого терміну також працювала секретаркою міської ради.
Проживає у селі Спаське Мелітопольського району. На президентських виборах, за її словами, голосувала за Віктора Ющенка у 2004 році, а у 2014 — за Петра Порошенка. Не була задоволена роботою жодного з них, а Порошенка назвала «найгіршим президентом».

### Державна зрада
26 лютого 2022 року Мелітополь було тимчасово окуповано російськими військами. 11 березня російські окупанти викрали мера Мелітополя Івана Федорова. 12 березня Данильченко, представлена як «виконувачка обов'язків мера Мелітополя», звернулася до містян по телебаченню. Вона оголосила, що містом керуватиме т. зв. «Комітет народних обранців», закликала мелітопольців «підлаштовуватися під нову дійсність» і заохочувала не брати участи в протестах проти російських окупантів.
Мелітопольська міська рада не визнала Данильченко мером міста, і закликала генпрокурора Ірину Венедіктову притягти її до кримінальної відповідальности за статтею «Державна зрада».
За словами віцепрем'єр-міністра Ірини Верещук, Служба безпеки України тримає на контролі ситуацію щодо призначення Данильченко «очільницею» Мелітополя.
|                 | Була певна спроба, так би мовити, «народного мера» обрати в Мелітополі. Пані Данильченко спробувала там звернутися… За стопами Нелі Штепи. Напевно, вона забула, якою є доля Нелі Штепи, а якою буде у неї… Ми збільшили покарання. Цей злочин тепер буде оцінювати в 15 років позбавлення волі. |
| — Ірина Верещук | |